# Mario Obad
Mario Obad (Mostar, 9. prosinca 1982.) je hrvatski rukometaš. 
Za seniorsku reprezentaciju igrao je na Mediteranskim igrama 2005. godine.